# 아제르바이잔 국립도서관
아제르바이잔 국립도서관(아제르바이잔어: Mirzə Fətəli Axundov adına Azərbaycan Milli Kitabxanası)은 아제르바이잔 바쿠에 위치한 국립도서관이다.